# قاشقک (گیاه)
قاشقک (نام علمی: scutellaria lateriflora) به عربی قُصَیدِه، گیاهی پایا از تیره نعناعیان و یکی از گیاهان دارویی است.

## ترکیبات شیمیایی
به طور کلی در ترکیب گل، برگ و ریشه این گیاه گلوکوزیدی به نام اسکوتلارین وجود دارد.

## خواص و کاربرد
در پزشکی از گلوکوزید اسکوتلارین برای آرامش اعصاب استفاده می شود.